# Stevan
Stevan je moško osebno ime.

## Izvor imena
Ime Stevan je različica moškega osebnega imena Štefan.

## Pogostost imena
Po podatkih Statističnega urada Republike Slovenije je bilo na dan 31. decembra 2007 v Sloveniji število moških oseb z imenom Stevan: 171.

## Znane osebe
- Stevan Švabić, srbski polkovnik imenovan leta 1931 za častnega meščana Ljubljane

## Osebni praznik
Osebe z imenom Stevan lahko godujejo takrat kot osebe z imenom Štefan.